# Crémenes
Crémenes è un comune spagnolo di 811 abitanti situato nella comunità autonoma di Castiglia e León.